# Rivière des Rapides
Rivière des Rapides är ett vattendrag i Kanada.   Det ligger i provinsen Québec, i den sydöstra delen av landet, 210 km norr om huvudstaden Ottawa. Rivière des Rapides ligger vid sjöarna  Lac Jean-Peré och Lac Lexhy.
I omgivningarna runt Rivière des Rapides växer i huvudsak blandskog. Trakten runt Rivière des Rapides är nära nog obefolkad, med mindre än två invånare per kvadratkilometer.